# Oraàs
 Oraàs  es una población y comuna francesa, en la región de Aquitania, departamento de Pirineos Atlánticos, en el distrito de Oloron-Sainte-Marie y cantón de Sauveterre-de-Béarn.

## Demografía
| 423 | 455 | 422 | 454 | 530 | 523 | 548 | 565 | 539 | 553 | 530 | 502 | 520 | 511 | 504 | 502 | 460 | 430 | 416 | 420 | 376 | 355 | 326 | 289 | 235 | 235 | 217 | 205 | 212 | 197 | 180 | 170 | 180 |
| Para los censos de 1962 a 1999 la población legal corresponde a la población sin duplicidades (Fuente: INSEE [Consultar]) |     |     |     |     |     |     |     |     |     |     |     |     |     |     |     |     |     |     |     |     |     |     |     |     |     |     |     |     |     |     |     |     |

## Economía
La principal actividad es la agrícola.
El municipio se le caracteriza en la mayor parte por la denominación de origen controlada de AOC bearnés.